# Crepluvia
Crepluvia är ett släkte av insekter. Crepluvia ingår i familjen dvärgstritar.
Kladogram enligt Catalogue of Life:
| Crepluvia | \| \| Crepluvia nuda \| \| \| \| \| \| Crepluvia pygmaea \| \| \| \| |
|           | \| \| Crepluvia nuda \| \| \| \| \| \| Crepluvia pygmaea \| \| \| \| |
|           | Crepluvia nuda                                                       |
|           |                                                                      |
|           | Crepluvia pygmaea                                                    |
|           |                                                                      |